# This Is Me (album Randy Travis)
This Is Me è il nono album in studio del cantante e attore statunitense Randy Travis, pubblicato nel 1994.

## Tracce
1. Honky Tonky Side of Town – 3:09 (Jerry Phillips, Troy Seals, Eddie Setser)
2. Before You Kill Us All – 3:24 (Max T. Barnes, Keith Follesé)
3. That's Where I Draw the Line – 3:20 (Trey Bruce, Roger Brown)
4. Whisper My Name – 3:11 (Bruce)
5. Small Y'all – 2:55 (Bobby Braddock)
6. Runaway Train – 3:22 (Larry Gatlin, Jerry Steve Smith)
7. This Is Me – 3:26 (Tom Shapiro, Thom McHugh)
8. The Box – 3:21 (Randy Travis, Buck Moore)
9. Gonna Walk That Line – 3:19 (Jamie O'Hara, Kieran Kane)
10. Oscar the Angel – 4:25 (Don Schlitz)